# Resolución 139 del Consejo de Seguridad de las Naciones Unidas
La resolución 139 del Consejo de Seguridad de las Naciones Unidas fue aprobada por unanimidad el 28 de junio de 1960, tras haber examinado la petición de membresía por parte de la Federación de Malí para poder ser miembro de las Naciones Unidas. En esta resolución, el Consejo recomendó a la Asamblea General la aceptación de la Federación de Malí como miembro.
Después de que esta federación se deshiciese el 20 de agosto de 1960, los países sucesores (Senegal y Malí) fueron admitidos como miembros de las Naciones Unidas mediante las resoluciones 158 y 159, respectivamente. 